# 헤카타이오스

헤카타이오스의 세계 지도

헤카타이오스(Ἑκαταῖος ὁ Μιλήσιος, 기원전 550년 경 ~ 기원전 476년 경)는 초기 고대 그리스 사학자이자 지리학자이다.
매우 부유한 가정에서 태어났다. 밀레토스에서 살다가 이후 아케메네스 제국의 통치를 받았다. 그리스-페르시아 전쟁 당시 활동했다.
아낙시만드로스 지도를 개선하였다.